# Rač (přírodní rezervace)
Rač je přírodní rezervace v katastrálním území zaniklé obce Lochočice v okrese Ústí nad Labem, na jižním svahu trachytového vrchu Hradiště u Habří, který geomorfologicky náleží Českému středohoří. Byla zřízena Výnosem ministerstva školství a osvěty dne 9. července 1953. Její celková výměra činí 15,41 hektarů. Přírodní rezervace je ve správě Krajského úřadu Ústeckého kraje.

## Předmět ochrany
Důvodem zřízení přírodní rezervace je ochrana teplomilných společenstev na skalnatém svahu a ukázka sukcese na bývalých obdělávaných pozemcích.

### Fauna a flora
Předmětem ochrany je teplomilná fauna a flora, vyskytuje se zde koniklec luční český (Pulsatilla pratensis subsp. bohemica), třemdava bílá (Dictamnus albus L.), bělozářka liliovitá (Anthericum liliago L.) tařice skalní (Aurinia saxatilis L.), divizna brunátná (Verbascum phoenicum L.), kavyl vláskovitý (Stipa capillata L.), kavyl Ivanův (Stipa pennata L.), mateřídouška panonská (Thymus pannonicus All.), trýzel škardolistý (Erysimum crepidifolium Rchb.), lilie zlatohlávek (Lilium maragon L.), skalník celokrajný (Cotoneaster integerrimus Med.). Z živočichů pak asi 450 druhů brouků, včetně chrobáka vrubounovitého (Sysiphus schaefferi L.), 150 druhů motýlů, stepník rudý (Eresus niger Rossi). Z obratlovců pak např. výr velký (Bubo bubo L.), lelek lesní (Camprimulgus europaeus L.), strnad zahradní (Emberiza hortulana L.) nebo sysel obecný (Spermophilus citellus L.).

## Geologie a geomorfologie
Sodalitický trachyt, kterým je vrch tvořen, je třetihorní neovulkanická hornina miocenního stáří. Hornina má deskovitou odlučnost, která je na jižním svahu kombinována se sloupcovitou odlučností. Skalní výchozy v rezervaci mají charakter výrazných mrazových srubů.